# Campionatul European de Handbal Feminin din 2016
Campionatul European de Handbal Feminin din 2016 a fost a 12-a ediție continentală a turneului organizat de Federația Europeană de Handbal. La Congresul EHF desfășurat în Monaco, pe 23 iunie 2012, Suedia a fost desemnată gazda competiției care a avut loc între 4–18 decembrie 2016.

## Sălile
- Hovet, Stockholm (8.094 de locuri)
- Scandinavium, Göteborg (12.044 de locuri)
- Malmö Arena, Malmö (13.000 de locuri)
- Kristianstad Arena, Kristianstad (5.000 de locuri)
- Helsingborg Arena, Helsingborg (4.700 de locuri)

| Stockholm             | Göteborg                      | Malmö                                     | Kristianstad                       | Helsingborg                       |
| Hovet 8.094 de locuri | Scandinavium 12.044 de locuri | Malmö Isstadion 5.134 de locuri de locuri | Kristianstad Arena 4.700 de locuri | Helsingborg Arena 4.700 de locuri |
|                       |                               |                                           |                                    |                                   |

## Calificările

### Echipe calificate
| Țara          | Calificată ca                | Data obținerii calificării | Apariții anterioare în competiție1                                    |
| ------------- | ---------------------------- | -------------------------- | --------------------------------------------------------------------- |
| Suedia        | Țară gazdă                   | 23 iunie 2012              | 9 (1994, 1996, 2002, 2004, 2006, 2008, 2010, 2012, 2014)              |
| Rusia         | Locul 1 în Grupa a 6-a       | 12 martie 2016             | 11 (1994, 1996, 1998, 2000, 2002, 2004, 2006, 2008, 2010, 2012, 2014) |
| Franța        | Locul 1 în Grupa a 7-a       | 12 martie 2016             | 8 (2000, 2002, 2004, 2006, 2008, 2010, 2012, 2014)                    |
| Norvegia      | Locul 1 sau 2 în Grupa 1     | 1 iunie 2016               | 11 (1994, 1996, 1998, 2000, 2002, 2004, 2006, 2008, 2010, 2012, 2014) |
| România       | Locul 1 sau 2 în Grupa 1     | 1 iunie 2016               | 10 (1994, 1996, 1998, 2000, 2002, 2004, 2008, 2010, 2012, 2014)       |
| Serbia        | Locul 1 în Grupa a 2-a       | 1 iunie 2016               | 4 (2008, 2010, 2012, 2014)                                            |
| Cehia         | Locul 2 în Grupa a 2-a       | 1 iunie 2016               | 4 (1994, 2002, 2004, 2012)                                            |
| Țările de Jos | Locul 1 sau 2 în Grupa a 3-a | 1 iunie 2016               | 5 (1998, 2002, 2006, 2010, 2014)                                      |
| Spania        | Locul 1 sau 2 în Grupa a 3-a | 1 iunie 2016               | 8 (1998, 2002, 2004, 2006, 2008, 2010, 2012, 2014)                    |
| Ungaria       | Locul 1 sau 2 în Grupa a 5-a | 1 iunie 2016               | 11 (1994, 1996, 1998, 2000, 2002, 2004, 2006, 2008, 2010, 2012, 2014) |
| Polonia       | Locul 1 sau 2 în Grupa a 5-a | 1 iunie 2016               | 4 (1996, 1998, 2006, 2014)                                            |
| Germania      | Locul 2 în Grupa a 7-a       | 1 iunie 2016               | 11 (1994, 1996, 1998, 2000, 2002, 2004, 2006, 2008, 2010, 2012, 2014) |
| Muntenegru    | Locul 1 sau 2 în Grupa a 4-a | 2 iunie 2016               | 3 (2010, 2012, 2014)                                                  |
| Danemarca     | Locul 2 în Grupa a 6-a       | 2 iunie 2016               | 11 (1994, 1996, 1998, 2000, 2002, 2004, 2006, 2008, 2010, 2012, 2014) |
| Croația       | Locul 1 sau 2 în Grupa a 4-a | 2 iunie 2016               | 8 (1994, 1996, 2004, 2006, 2008, 2010, 2012, 2014)                    |
| Slovenia      | Cea mai bună a 3-a echipă    | 5 iunie 2016               | 4 (2002, 2004, 2006, 2010)                                            |

Notă: Aldin indică echipa campioană din acel an. Italic indică echipa gazdă din acel an.

## Arbitrii
14 perechi de arbitri au fost anunțate pe 17 iunie 2016, din care ulterior au fost selectate 12:
| Arbitri   | Arbitri                             |
| --------- | ----------------------------------- |
| Croația   | Dalibor Jurinović Marko Mrvica      |
| Danemarca | Karina Christiansen Line Hansen     |
| Ungaria   | Péter Horváth Balázs Márton         |
| Lituania  | Viktorija Kijauskaitė Aušra Žalienė |
| Norvegia  | Kjersti Arntsen Guro Røen           |
| Polonia   | Joanna Brehmer Agnieszka Skowronek  |

| Arbitri  | Arbitri                              |
| -------- | ------------------------------------ |
| România  | Diana-Carmen Florescu Anamaria Stoia |
| Rusia    | Victoria Alpaidze Tatiana Berezkina  |
| Serbia   | Vanja Antić Jelena Jakovljević       |
| Slovacia | Peter Brunovský Vladimír Čanda       |
| Spania   | Andreu Marín Ignacio García          |
| Suedia   | Mirza Kurtagić Mattias Wetterwik     |

## Tragerea la sorți
Tragerea la sorți s-a desfășurat pe 10 iunie 2016, la ora locală 13:00, la Lisebergshallen din Göteborg, Suedia.
| Urna 1                                           | Urna a 2-a                          | Urna a 3-a                                | Urna a 4-a                             |
| ------------------------------------------------ | ----------------------------------- | ----------------------------------------- | -------------------------------------- |
| - Norvegia - Țările de Jos - Suedia - Muntenegru | - Franța - Ungaria - Rusia - Serbia | - Spania - Danemarca - România - Germania | - Polonia - Croația - Cehia - Slovenia |

## Grupele preliminare
Echipele au fost trase la sorți în grupe după cum urmează:

### Grupa A
| Loc | Echipa   | MJ | V | E | Î | GM | GP | DG  | Pct | Calificare         |
| --- | -------- | -- | - | - | - | -- | -- | --- | --- | ------------------ |
| 1   | Serbia   | 3  | 2 | 1 | 0 | 91 | 87 | +4  | 5   | Grupele principale |
| 2   | Suedia   | 3  | 1 | 1 | 1 | 78 | 74 | +4  | 3   | Grupele principale |
| 3   | Spania   | 3  | 1 | 0 | 2 | 72 | 68 | +4  | 2   | Grupele principale |
| 4   | Slovenia | 3  | 1 | 0 | 2 | 77 | 89 | −12 | 2   | Eliminată          |

| 4 decembrie 2016 15:15 | Serbia          | 36 - 34 | Slovenia | Hovet, Stockholm Asistență: 6.000 Arbitri: Arntsen, Røen |
| 4 decembrie 2016 15:15 | Radosavljević 8 | (17-16) | Mavsar 9 | Hovet, Stockholm Asistență: 6.000 Arbitri: Arntsen, Røen |
| 4 decembrie 2016 15:15 | 3× 2×           | Cronica | 3× 2×    | Hovet, Stockholm Asistență: 6.000 Arbitri: Arntsen, Røen |

| 4 decembrie 2016 18:00 | Suedia        | 25 - 19 | Spania   | Hovet, Stockholm Asistență: 7.900 Arbitri: Jurinović, Mrvica |
| 4 decembrie 2016 18:00 | Alm, Hagman 5 | (14-10) | Martín 7 | Hovet, Stockholm Asistență: 7.900 Arbitri: Jurinović, Mrvica |
| 4 decembrie 2016 18:00 | 3× 2×         | Cronica | 3× 4×    | Hovet, Stockholm Asistență: 7.900 Arbitri: Jurinović, Mrvica |

| 6 decembrie 2016 18:30 | Spania   | 23 - 25 | Serbia         | Hovet, Stockholm Asistență: 2.700 Arbitri: Christiansen, Hansen |
| 6 decembrie 2016 18:30 | Martín 6 | (8-11)  | Krpež Slezak 6 | Hovet, Stockholm Asistență: 2.700 Arbitri: Christiansen, Hansen |
| 6 decembrie 2016 18:30 | 4×       | Cronica | 3× 2×          | Hovet, Stockholm Asistență: 2.700 Arbitri: Christiansen, Hansen |

| 6 decembrie 2016 20:45 | Slovenia | 25 - 23 | Suedia     | Hovet, Stockholm Asistență: 3.700 Arbitri: Florescu, Stoia |
| 6 decembrie 2016 20:45 | Mavsar 6 | (13-13) | Gulldén 10 | Hovet, Stockholm Asistență: 3.700 Arbitri: Florescu, Stoia |
| 6 decembrie 2016 20:45 | 3×       | Cronica | 3× 2×      | Hovet, Stockholm Asistență: 3.700 Arbitri: Florescu, Stoia |

| 8 decembrie 2016 18:30 | Spania | 30 - 18 | Slovenia | Hovet, Stockholm Asistență: 3.100 Arbitri: Horváth, Márton |
| 8 decembrie 2016 18:30 | Pena 6 | (14-5)  | Mavsar 5 | Hovet, Stockholm Asistență: 3.100 Arbitri: Horváth, Márton |
| 8 decembrie 2016 18:30 | 4× 3×  | Cronica | 5× 3×    | Hovet, Stockholm Asistență: 3.100 Arbitri: Horváth, Márton |

| 8 decembrie 2016 20:45 | Suedia | 30 - 30 | Serbia                                   | Hovet, Stockholm Asistență: 5.200 Arbitri: Alpaidze, Berezkina |
| 8 decembrie 2016 20:45 | Sand 8 | (15-18) | Krpež Slezak, Radosavljević, Pop-Lazić 5 | Hovet, Stockholm Asistență: 5.200 Arbitri: Alpaidze, Berezkina |
| 8 decembrie 2016 20:45 | 5× 2×  | Cronica | 4× 2×                                    | Hovet, Stockholm Asistență: 5.200 Arbitri: Alpaidze, Berezkina |

### Grupa B
| Loc | Echipa        | MJ | V | E | Î | GM | GP | DG  | Pct | Calificare         |
| --- | ------------- | -- | - | - | - | -- | -- | --- | --- | ------------------ |
| 1   | Franța        | 3  | 2 | 0 | 1 | 70 | 60 | +10 | 4   | Grupele principale |
| 2   | Țările de Jos | 3  | 2 | 0 | 1 | 75 | 68 | +7  | 4   | Grupele principale |
| 3   | Germania      | 3  | 2 | 0 | 1 | 73 | 71 | +2  | 4   | Grupele principale |
| 4   | Polonia       | 2  | 0 | 0 | 2 | 65 | 84 | −19 | 0   | Eliminată          |

| 4 decembrie 2016 18:30 | Țările de Jos    | 27 - 30 | Germania | Kristianstad Arena, Kristianstad Asistență: 2.026 Arbitri: Horváth, Márton |
| 4 decembrie 2016 18:30 | Abbingh, Groot 5 | (14-13) | Huber 7  | Kristianstad Arena, Kristianstad Asistență: 2.026 Arbitri: Horváth, Márton |
| 4 decembrie 2016 18:30 | 2× 3× 1×         | Cronica | 4× 2×    | Kristianstad Arena, Kristianstad Asistență: 2.026 Arbitri: Horváth, Márton |

| 4 decembrie 2016 20:45 | Franța                           | 31 - 22 | Polonia | Kristianstad Arena, Kristianstad Asistență: 1.750 Arbitri: Christiansen, Hansen |
| 4 decembrie 2016 20:45 | Dembélé, Kolczynski, Nze Minko 5 | (14-9)  | Grzyb 6 | Kristianstad Arena, Kristianstad Asistență: 1.750 Arbitri: Christiansen, Hansen |
| 4 decembrie 2016 20:45 | 5× 3×                            | Cronica | 3×      | Kristianstad Arena, Kristianstad Asistență: 1.750 Arbitri: Christiansen, Hansen |

| 6 decembrie 2016 18:30 | Polonia  | 21 - 30 | Țările de Jos   | Kristianstad Arena, Kristianstad Asistență: 2.105 Arbitri: Alpaidze, Berezkina |
| 6 decembrie 2016 18:30 | Wojtas 5 | (11-14) | Abbingh, Goos 5 | Kristianstad Arena, Kristianstad Asistență: 2.105 Arbitri: Alpaidze, Berezkina |
| 6 decembrie 2016 18:30 | 4× 2×    | Cronica | 4× 3×           | Kristianstad Arena, Kristianstad Asistență: 2.105 Arbitri: Alpaidze, Berezkina |

| 6 decembrie 2016 20:45 | Germania | 20 - 22 | Franța      | Kristianstad Arena, Kristianstad Asistență: 1.805 Arbitri: Jurinović, Mrvica |
| 6 decembrie 2016 20:45 | Huber 6  | (11-11) | Nze Minko 5 | Kristianstad Arena, Kristianstad Asistență: 1.805 Arbitri: Jurinović, Mrvica |
| 6 decembrie 2016 20:45 | 2× 4×    | Cronica | 2×          | Kristianstad Arena, Kristianstad Asistență: 1.805 Arbitri: Jurinović, Mrvica |

| 8 decembrie 2016 18:30 | Germania | 23 - 22 | Polonia  | Kristianstad Arena, Kristianstad Asistență: 1.875 Arbitri: Florescu, Stoia |
| 8 decembrie 2016 18:30 | Huber 7  | (12-10) | Achruk 7 | Kristianstad Arena, Kristianstad Asistență: 1.875 Arbitri: Florescu, Stoia |
| 8 decembrie 2016 18:30 | 3× 2×    | Cronica | 1× 3×    | Kristianstad Arena, Kristianstad Asistență: 1.875 Arbitri: Florescu, Stoia |

| 8 decembrie 2016 20:45 | Țările de Jos | 18 - 17 | Franța      | Kristianstad Arena, Kristianstad Asistență: 1.730 Arbitri: Arntsen, Røen |
| 8 decembrie 2016 20:45 | Visser 5      | (7-12)  | Nze Minko 5 | Kristianstad Arena, Kristianstad Asistență: 1.730 Arbitri: Arntsen, Røen |
| 8 decembrie 2016 20:45 | 2× 1×         | Cronica | 3×          | Kristianstad Arena, Kristianstad Asistență: 1.730 Arbitri: Arntsen, Røen |

### Grupa C
| Loc | Echipa     | MJ | V | E | Î | GM | GP | DG | Pct | Calificare         |
| --- | ---------- | -- | - | - | - | -- | -- | -- | --- | ------------------ |
| 1   | Danemarca  | 3  | 3 | 0 | 0 | 78 | 69 | +9 | 6   | Grupele principale |
| 2   | Cehia      | 3  | 1 | 0 | 2 | 83 | 83 | 0  | 2   | Grupele principale |
| 3   | Ungaria    | 3  | 1 | 0 | 2 | 62 | 64 | −2 | 2   | Grupele principale |
| 4   | Muntenegru | 3  | 1 | 0 | 2 | 63 | 70 | −7 | 2   | Eliminată          |

| 5 decembrie 2016 18:30 | Ungaria  | 22 - 27 | Cehia           | Malmö Isstadion, Malmö Asistență: 753 Arbitri: Kijauskaitė, Žalienė |
| 5 decembrie 2016 18:30 | Kovács 7 | (10-13) | Hrbková, Malá 5 | Malmö Isstadion, Malmö Asistență: 753 Arbitri: Kijauskaitė, Žalienė |
| 5 decembrie 2016 18:30 | 5× 2×    | Cronica | 3×              | Malmö Isstadion, Malmö Asistență: 753 Arbitri: Kijauskaitė, Žalienė |

| 5 decembrie 2016 20:45 | Muntenegru | 21 - 22 | Danemarca   | Malmö Isstadion, Malmö Asistență: 1.674 Arbitri: Brunovský, Čanda |
| 5 decembrie 2016 20:45 | Raičević 8 | (11-14) | Jørgensen 9 | Malmö Isstadion, Malmö Asistență: 1.674 Arbitri: Brunovský, Čanda |
| 5 decembrie 2016 20:45 | 3× 2×      | Cronica | 2× 3×       | Malmö Isstadion, Malmö Asistență: 1.674 Arbitri: Brunovský, Čanda |

| 7 decembrie 2016 18:30 | Cehia     | 27 - 28 | Muntenegru             | Malmö Isstadion, Malmö Asistență: 654 Arbitri: Kurtagić, Wetterwik |
| 7 decembrie 2016 18:30 | Hrbková 6 | (12-13) | Jauković, Mehmedović 7 | Malmö Isstadion, Malmö Asistență: 654 Arbitri: Kurtagić, Wetterwik |
| 7 decembrie 2016 18:30 | 3×        | Cronica | 7× 3×                  | Malmö Isstadion, Malmö Asistență: 654 Arbitri: Kurtagić, Wetterwik |

| 7 decembrie 2016 20:45 | Danemarca   | 23 - 19 | Ungaria   | Malmö Isstadion, Malmö Asistență: 1.946 Arbitri: Brehmer, Skowronek |
| 7 decembrie 2016 20:45 | Jørgensen 5 | (12-10) | Görbicz 6 | Malmö Isstadion, Malmö Asistență: 1.946 Arbitri: Brehmer, Skowronek |
| 7 decembrie 2016 20:45 | 5× 3×       | Cronica | 3× 4× 1×  | Malmö Isstadion, Malmö Asistență: 1.946 Arbitri: Brehmer, Skowronek |

| 9 decembrie 2016 18:30 | Muntenegru        | 14 - 21 | Ungaria   | Malmö Isstadion, Malmö Asistență: 1.279 Arbitri: Marín, García |
| 9 decembrie 2016 18:30 | patru jucătoare 2 | (6-11)  | Görbicz 5 | Malmö Isstadion, Malmö Asistență: 1.279 Arbitri: Marín, García |
| 9 decembrie 2016 18:30 | 2× 3×             | Cronica | 2× 3×     | Malmö Isstadion, Malmö Asistență: 1.279 Arbitri: Marín, García |

| 9 decembrie 2016 20:45 | Danemarca   | 33 - 29 | Cehia     | Malmö Isstadion, Malmö Asistență: 3.124 Arbitri: Antić, Jakovljević |
| 9 decembrie 2016 20:45 | Jørgensen 9 | (13-17) | Růčková 7 | Malmö Isstadion, Malmö Asistență: 3.124 Arbitri: Antić, Jakovljević |
| 9 decembrie 2016 20:45 | 7× 3×       | Cronica | 5× 4×     | Malmö Isstadion, Malmö Asistență: 3.124 Arbitri: Antić, Jakovljević |

### Grupa D
| Loc | Echipa   | MJ | V | E | Î | GM | GP | DG  | Pct | Calificare         |
| --- | -------- | -- | - | - | - | -- | -- | --- | --- | ------------------ |
| 1   | Norvegia | 3  | 3 | 0 | 0 | 80 | 58 | +22 | 6   | Grupele principale |
| 2   | România  | 3  | 2 | 0 | 1 | 74 | 66 | +8  | 4   | Grupele principale |
| 3   | Rusia    | 3  | 1 | 0 | 2 | 70 | 71 | −1  | 2   | Grupele principale |
| 4   | Croația  | 3  | 0 | 0 | 3 | 68 | 97 | −29 | 0   | Eliminată          |

| 5 decembrie 2016 18:30 | Rusia                       | 32 - 26 | Croația   | Helsingborg Arena, Helsingborg Asistență: 2.571 Arbitri: Marín, García |
| 5 decembrie 2016 18:30 | Bobrovnikova, Žilinskaitė 6 | (16-13) | Penezić 8 | Helsingborg Arena, Helsingborg Asistență: 2.571 Arbitri: Marín, García |
| 5 decembrie 2016 18:30 | 4× 2×                       | Cronica | 9× 4×     | Helsingborg Arena, Helsingborg Asistență: 2.571 Arbitri: Marín, García |

| 5 decembrie 2016 20:45 | Norvegia | 23 - 21 | România | Helsingborg Arena, Helsingborg Asistență: 1.278 Arbitri: Brehmer, Skowronek |
| 5 decembrie 2016 20:45 | Mørk 7   | (13-11) | Neagu 6 | Helsingborg Arena, Helsingborg Asistență: 1.278 Arbitri: Brehmer, Skowronek |
| 5 decembrie 2016 20:45 | 6× 3×    | Cronica | 4× 3×   | Helsingborg Arena, Helsingborg Asistență: 1.278 Arbitri: Brehmer, Skowronek |

| 7 decembrie 2016 18:30 | România           | 22 - 17 | Rusia      | Helsingborg Arena, Helsingborg Asistență: 1.279 Arbitri: Antić, Jakovljević |
| 7 decembrie 2016 18:30 | Buceschi, Neagu 7 | (11-9)  | Postnova 4 | Helsingborg Arena, Helsingborg Asistență: 1.279 Arbitri: Antić, Jakovljević |
| 7 decembrie 2016 18:30 | 4× 3×             | Cronica | 2×         | Helsingborg Arena, Helsingborg Asistență: 1.279 Arbitri: Antić, Jakovljević |

| 7 decembrie 2016 20:45 | Croația   | 16 - 34 | Norvegia   | Helsingborg Arena, Helsingborg Asistență: 1.375 Arbitri: Kijauskaitė, Žalienė |
| 7 decembrie 2016 20:45 | Penezić 4 | (9-15)  | Frafjord 6 | Helsingborg Arena, Helsingborg Asistență: 1.375 Arbitri: Kijauskaitė, Žalienė |
| 7 decembrie 2016 20:45 | 6× 2× 1×  | Cronica | 5× 3×      | Helsingborg Arena, Helsingborg Asistență: 1.375 Arbitri: Kijauskaitė, Žalienė |

| 9 decembrie 2016 18:30 | România  | 31 - 26 | Croația   | Helsingborg Arena, Helsingborg Asistență: 2.435 Arbitri: Kurtagić, Wetterwik |
| 9 decembrie 2016 18:30 | Neagu 10 | (15-13) | Penezić 8 | Helsingborg Arena, Helsingborg Asistență: 2.435 Arbitri: Kurtagić, Wetterwik |
| 9 decembrie 2016 18:30 | 7× 4×    | Cronica | 5× 2×     | Helsingborg Arena, Helsingborg Asistență: 2.435 Arbitri: Kurtagić, Wetterwik |

| 9 decembrie 2016 20:45 | Norvegia            | 23 - 21 | Rusia                       | Helsingborg Arena, Helsingborg Asistență: 2.493 Arbitri: Brunovský, Čanda |
| 9 decembrie 2016 20:45 | Kristiansen, Mørk 5 | (11-11) | Dmitrieva, Sen, Viahireva 3 | Helsingborg Arena, Helsingborg Asistență: 2.493 Arbitri: Brunovský, Čanda |
| 9 decembrie 2016 20:45 | 3× 2×               | Cronica | 3× 2×                       | Helsingborg Arena, Helsingborg Asistență: 2.493 Arbitri: Brunovský, Čanda |

## Grupele principale
În grupele principale, echipele și-au păstrat punctele și golaverajul obținute împotriva adversarelor din grupele preliminare care s-au calificat și ele în această fază. Partidele au fost programate la orele 17:15, 19:30 și 21:45.

### Grupa I-a
| Loc | Echipa        | MJ | V | E | Î | GM  | GP  | DG  | Pct | Calificare   |
| --- | ------------- | -- | - | - | - | --- | --- | --- | --- | ------------ |
| 1   | Țările de Jos | 5  | 4 | 0 | 1 | 142 | 128 | +14 | 8   | Semifinale   |
| 2   | Franța        | 5  | 4 | 0 | 1 | 111 | 100 | +11 | 8   | Semifinale   |
| 3   | Germania      | 5  | 3 | 1 | 1 | 124 | 110 | +14 | 7   | Locurile 5-6 |
| 4   | Suedia        | 5  | 1 | 1 | 3 | 126 | 131 | −5  | 3   | Eliminate    |
| 5   | Serbia        | 5  | 1 | 1 | 3 | 122 | 142 | −20 | 3   | Eliminate    |
| 6   | Spania        | 5  | 0 | 1 | 4 | 108 | 122 | −14 | 1   | Eliminate    |

| 10 decembrie 2016 17:15 | Serbia      | 19 - 26 | Germania          | Scandinavium, Göteborg Asistență: 4.212 Arbitri: Horváth, Márton |
| 10 decembrie 2016 17:15 | Georgijev 7 | (10-14) | Huber, Hubinger 4 | Scandinavium, Göteborg Asistență: 4.212 Arbitri: Horváth, Márton |
| 10 decembrie 2016 17:15 | 6× 3×       | Cronica | 9× 2×             | Scandinavium, Göteborg Asistență: 4.212 Arbitri: Horváth, Márton |

| 10 decembrie 2016 19:30 | Suedia    | 30 - 33 | Țările de Jos | Scandinavium, Göteborg Asistență: 6.102 Arbitri: Jurinović, Mrvica |
| 10 decembrie 2016 19:30 | Gulldén 8 | (13-14) | Groot 7       | Scandinavium, Göteborg Asistență: 6.102 Arbitri: Jurinović, Mrvica |
| 10 decembrie 2016 19:30 | 4× 2×     | Cronica | 6× 2× 1×      | Scandinavium, Göteborg Asistență: 6.102 Arbitri: Jurinović, Mrvica |

| 10 decembrie 2016 21:45 | Spania | 22 - 23 | Franța   | Scandinavium, Göteborg Asistență: 3.702 Arbitri: Christiansen, Hansen |
| 10 decembrie 2016 21:45 | Pena 5 | (14-10) | Pineau 9 | Scandinavium, Göteborg Asistență: 3.702 Arbitri: Christiansen, Hansen |
| 10 decembrie 2016 21:45 | 6× 4×  | Cronica | 2×       | Scandinavium, Göteborg Asistență: 3.702 Arbitri: Christiansen, Hansen |

| 12 decembrie 2016 17:15 | Spania | 20 - 20 | Germania   | Scandinavium, Göteborg Asistență: 1.697 Arbitri: Arntsen, Røen |
| 12 decembrie 2016 17:15 | Pena 7 | (12-9)  | Hubinger 5 | Scandinavium, Göteborg Asistență: 1.697 Arbitri: Arntsen, Røen |
| 12 decembrie 2016 17:15 | 2× 3×  | Cronica | 3× 4×      | Scandinavium, Göteborg Asistență: 1.697 Arbitri: Arntsen, Røen |

| 12 decembrie 2016 19:30 | Serbia         | 27 - 35 | Țările de Jos | Scandinavium, Göteborg Asistență: 3.663 Arbitri: Florescu, Stoia |
| 12 decembrie 2016 19:30 | Stojiljković 8 | (12-17) | Broch 6       | Scandinavium, Göteborg Asistență: 3.663 Arbitri: Florescu, Stoia |
| 12 decembrie 2016 19:30 | 2× 3×          | Cronica | 4× 2×         | Scandinavium, Göteborg Asistență: 3.663 Arbitri: Florescu, Stoia |

| 12 decembrie 2016 21:45 | Suedia    | 19 - 21 | Franța      | Scandinavium, Göteborg Asistență: 5.279 Arbitri: Alpaidze, Berezkina |
| 12 decembrie 2016 21:45 | Roberts 5 | (10-12) | Nze Minko 6 | Scandinavium, Göteborg Asistență: 5.279 Arbitri: Alpaidze, Berezkina |
| 12 decembrie 2016 21:45 | 2× 3×     | Cronica | 4× 2× 1×    | Scandinavium, Göteborg Asistență: 5.279 Arbitri: Alpaidze, Berezkina |

| 14 decembrie 2016 17:15 | Spania   | 24 - 29 | Țările de Jos | Scandinavium, Göteborg Asistență: 1.896 Arbitri: Horváth, Márton |
| 14 decembrie 2016 17:15 | Martín 6 | (13-15) | Polman 10     | Scandinavium, Göteborg Asistență: 1.896 Arbitri: Horváth, Márton |
| 14 decembrie 2016 17:15 | 4× 3×    | Cronica | 4× 2×         | Scandinavium, Göteborg Asistență: 1.896 Arbitri: Horváth, Márton |

| 14 decembrie 2016 19:30 | Suedia        | 22 - 28 | Germania | Scandinavium, Göteborg Asistență: 5.031 Arbitri: Brunovský, Čanda |
| 14 decembrie 2016 19:30 | Hagman, Alm 4 | (9-12)  | Bölk 5   | Scandinavium, Göteborg Asistență: 5.031 Arbitri: Brunovský, Čanda |
| 14 decembrie 2016 19:30 | 3× 1×         | Cronica | 2×       | Scandinavium, Göteborg Asistență: 5.031 Arbitri: Brunovský, Čanda |

| 14 decembrie 2016 21:45 | Serbia        | 21 - 28 | Franța              | Scandinavium, Göteborg Asistență: 2.243 Arbitri: Christiansen, Hansen |
| 14 decembrie 2016 21:45 | Stoiljković 6 | (12-15) | Ayglon, Nze Minko 6 | Scandinavium, Göteborg Asistență: 2.243 Arbitri: Christiansen, Hansen |
| 14 decembrie 2016 21:45 | 3×            | Cronica | 3× 2×               | Scandinavium, Göteborg Asistență: 2.243 Arbitri: Christiansen, Hansen |

### Grupa a II-a
| Loc | Echipa    | MJ | V | E | Î | GM  | GP  | DG  | Pct | Calificare   |
| --- | --------- | -- | - | - | - | --- | --- | --- | --- | ------------ |
| 1   | Norvegia  | 5  | 5 | 0 | 0 | 127 | 109 | +18 | 10  | Semifinale   |
| 2   | Danemarca | 5  | 3 | 1 | 1 | 123 | 113 | +10 | 7   | Semifinale   |
| 3   | România   | 5  | 3 | 0 | 2 | 119 | 110 | +9  | 6   | Locurile 5-6 |
| 4   | Rusia     | 5  | 1 | 2 | 2 | 116 | 121 | −5  | 4   | Eliminate    |
| 5   | Cehia     | 5  | 1 | 0 | 4 | 132 | 146 | −14 | 2   | Eliminate    |
| 6   | Ungaria   | 5  | 0 | 1 | 4 | 111 | 129 | −18 | 1   | Eliminate    |

| 11 decembrie 2016 17:15 | Cehia     | 24 - 26 | Rusia | Helsingborg Arena, Helsingborg Asistență: 1.021 Arbitri: Brehmer, Skowronek |
| 11 decembrie 2016 17:15 | Růčková 5 | (12-14) | Sen 4 | Helsingborg Arena, Helsingborg Asistență: 1.021 Arbitri: Brehmer, Skowronek |
| 11 decembrie 2016 17:15 | 2×        | Cronica | 1× 3× | Helsingborg Arena, Helsingborg Asistență: 1.021 Arbitri: Brehmer, Skowronek |

| 11 decembrie 2016 19:30 | Ungaria           | 21 - 29 | România  | Helsingborg Arena, Helsingborg Asistență: 2.236 Arbitri: Brunovský, Čanda |
| 11 decembrie 2016 19:30 | patru jucătoare 3 | (9-15)  | Neagu 10 | Helsingborg Arena, Helsingborg Asistență: 2.236 Arbitri: Brunovský, Čanda |
| 11 decembrie 2016 19:30 | 3×                | Cronica | 3×       | Helsingborg Arena, Helsingborg Asistență: 2.236 Arbitri: Brunovský, Čanda |

| 11 decembrie 2016 21:45 | Danemarca                  | 20 - 22 | Norvegia | Helsingborg Arena, Helsingborg Asistență: 2.553 Arbitri: Marín, García |
| 11 decembrie 2016 21:45 | Fisker, Jensen, Tranborg 4 | (9-14)  | Mørk 5   | Helsingborg Arena, Helsingborg Asistență: 2.553 Arbitri: Marín, García |
| 11 decembrie 2016 21:45 | 3× 2×                      | Cronica | 3× 2×    | Helsingborg Arena, Helsingborg Asistență: 2.553 Arbitri: Marín, García |

| 13 decembrie 2016 17:15 | Cehia      | 28 - 30 | România  | Helsingborg Arena, Helsingborg Asistență: 773 Arbitri: Kijauskaitė, Žalienė |
| 13 decembrie 2016 17:15 | Luzumová 7 | (14-17) | Neagu 10 | Helsingborg Arena, Helsingborg Asistență: 773 Arbitri: Kijauskaitė, Žalienė |
| 13 decembrie 2016 17:15 | 5× 4×      | Cronica | 4× 3×    | Helsingborg Arena, Helsingborg Asistență: 773 Arbitri: Kijauskaitė, Žalienė |

| 13 decembrie 2016 19:30 | Ungaria           | 23 - 24 | Norvegia | Helsingborg Arena, Helsingborg Asistență: 1.402 Arbitri: Jurinović, Mrvica |
| 13 decembrie 2016 19:30 | Görbicz, Kovács 5 | (9-11)  | Mørk 6   | Helsingborg Arena, Helsingborg Asistență: 1.402 Arbitri: Jurinović, Mrvica |
| 13 decembrie 2016 19:30 | 3× 2×             | Cronica | 3×       | Helsingborg Arena, Helsingborg Asistență: 1.402 Arbitri: Jurinović, Mrvica |

| 13 decembrie 2016 21:45 | Danemarca   | 26 - 26 | Rusia      | Helsingborg Arena, Helsingborg Asistență: 1.672 Arbitri: Antić, Jakovljević |
| 13 decembrie 2016 21:45 | Jørgensen 7 | (13-11) | Sudakova 6 | Helsingborg Arena, Helsingborg Asistență: 1.672 Arbitri: Antić, Jakovljević |
| 13 decembrie 2016 21:45 | 4× 3×       | Cronica | 4×         | Helsingborg Arena, Helsingborg Asistență: 1.672 Arbitri: Antić, Jakovljević |

| 14 decembrie 2016 17:15 | Ungaria  | 26 - 26 | Rusia       | Helsingborg Arena, Helsingborg Asistență: 732 Arbitri: Kurtagić, Wetterwik |
| 14 decembrie 2016 17:15 | Kovács 6 | (14-13) | Dmitrieva 7 | Helsingborg Arena, Helsingborg Asistență: 732 Arbitri: Kurtagić, Wetterwik |
| 14 decembrie 2016 17:15 | 4× 3×    | Cronica | 5× 2× 1×    | Helsingborg Arena, Helsingborg Asistență: 732 Arbitri: Kurtagić, Wetterwik |

| 14 decembrie 2016 19:30 | Danemarca | 21 - 17 | România    | Helsingborg Arena, Helsingborg Asistență: 1.582 Arbitri: Marín, García |
| 14 decembrie 2016 19:30 | Hansen 9  | (12-10) | Buceschi 4 | Helsingborg Arena, Helsingborg Asistență: 1.582 Arbitri: Marín, García |
| 14 decembrie 2016 19:30 | 7× 3× 1×  | Cronica | 3×         | Helsingborg Arena, Helsingborg Asistență: 1.582 Arbitri: Marín, García |

| 14 decembrie 2016 21:45 | Cehia     | 24 - 35 | Norvegia | Helsingborg Arena, Helsingborg Asistență: 853 Arbitri: Brehmer, Skowronek |
| 14 decembrie 2016 21:45 | Hrbková 7 | (17-18) | Mørk 6   | Helsingborg Arena, Helsingborg Asistență: 853 Arbitri: Brehmer, Skowronek |
| 14 decembrie 2016 21:45 | 1× 2×     | Cronica | 1× 3×    | Helsingborg Arena, Helsingborg Asistență: 853 Arbitri: Brehmer, Skowronek |

## Fazele eliminatorii

### Schemă
|  | Semifinale    | Semifinale |               |    | Finala | Finala |
|  |               |            |               |    |        |        |
|  | 16 decembrie  |            |               |    |        |        |
|  |               |            |               |    |        |        |
|  | Țările de Jos | 26         |               |    |        |        |
|  | Țările de Jos | 26         | 18 decembrie  |    |        |        |
|  | Danemarca     | 22         |               |    |        |        |
|  | Danemarca     | 22         | Țările de Jos | 29 |        |        |
|  | 16 decembrie  |            | Țările de Jos | 29 |        |        |
|  |               | Norvegia   | 30            |    |        |        |
|  | Franța        | Norvegia   | 30            | 16 |        |        |
|  | Franța        |            |               | 16 |        |        |
|  | Norvegia      | 20         |               |    |        |        |
|  | Norvegia      | 20         | Finala mică   |    |        |        |
|  |               |            |               |    |        |        |
|  | 18 decembrie  |            |               |    |        |        |
|  |               |            |               |    |        |        |
|  | Danemarca     | 22         |               |    |        |        |
|  | Danemarca     | 22         |               |    |        |        |
|  | Franța        | 25         |               |    |        |        |

### Semifinale
| 16 decembrie 2016 18:15 | Țările de Jos | 26 - 22 | Danemarca   | Scandinavium, Göteborg Asistență: 9.853 Arbitri: Brunovský, Čanda |
| 16 decembrie 2016 18:15 | Polman 7      | (13-13) | Jørgensen 6 | Scandinavium, Göteborg Asistență: 9.853 Arbitri: Brunovský, Čanda |
| 16 decembrie 2016 18:15 | 2×            | Cronica | 3×          | Scandinavium, Göteborg Asistență: 9.853 Arbitri: Brunovský, Čanda |

| 16 decembrie 2016 20:45 | Franța      | 16 - 20 | Norvegia | Scandinavium, Göteborg Asistență: 9.908 Arbitri: Jurinović, Mrvica |
| 16 decembrie 2016 20:45 | Lacrabère 6 | (9-11)  | Mørk 7   | Scandinavium, Göteborg Asistență: 9.908 Arbitri: Jurinović, Mrvica |
| 16 decembrie 2016 20:45 | 1× 2×       | Cronica | 4× 3×    | Scandinavium, Göteborg Asistență: 9.908 Arbitri: Jurinović, Mrvica |

### Meciul pentru locurile 5-6
| 16 decembrie 2016 15:45 | Germania | 22 - 23 | România  | Scandinavium, Göteborg Asistență: 2.210 Arbitri: Arntsen, Røen |
| 16 decembrie 2016 15:45 | Huber 5  | (11-11) | Zamfir 6 | Scandinavium, Göteborg Asistență: 2.210 Arbitri: Arntsen, Røen |
| 16 decembrie 2016 15:45 | 2× 4×    | Cronica | 2× 3×    | Scandinavium, Göteborg Asistență: 2.210 Arbitri: Arntsen, Røen |

### Finala mică
| 18 decembrie 2016 15:30 | Danemarca   | 22 - 25 | Franța      | Scandinavium, Göteborg Asistență: 8.391 Arbitri: Florescu, Stoia |
| 18 decembrie 2016 15:30 | Jørgensen 6 | (9-14)  | Nze Minko 5 | Scandinavium, Göteborg Asistență: 8.391 Arbitri: Florescu, Stoia |
| 18 decembrie 2016 15:30 | 4× 2× 1×    | Cronica | 3× 2×       | Scandinavium, Göteborg Asistență: 8.391 Arbitri: Florescu, Stoia |

### Finala
| 18 decembrie 2016 18:00 | Țările de Jos | 29 - 30 | Norvegia | Scandinavium, Göteborg Asistență: 11.037 Arbitri: Alpaidze, Berezkina |
| 18 decembrie 2016 18:00 | Snelder 6     | (15-15) | Mørk 12  | Scandinavium, Göteborg Asistență: 11.037 Arbitri: Alpaidze, Berezkina |
| 18 decembrie 2016 18:00 | 2× 3×         | Cronica | 2×       | Scandinavium, Göteborg Asistență: 11.037 Arbitri: Alpaidze, Berezkina |

## Clasament și statistici

### Clasamentul final
| \| Loc \| Echipă \| \| --- \| ------------- \| \| \| Norvegia \| \| \| Țările de Jos \| \| \| Franța \| \| 4 \| Danemarca \| \| 5 \| România \| \| 6 \| Germania \| \| 7 \| Rusia \| \| 8 \| Suedia \| \| 9 \| Serbia \| \| 10 \| Cehia \| \| 11 \| Spania \| \| 12 \| Ungaria \| \| 13 \| Muntenegru \| \| 14 \| Slovenia \| \| 15 \| Polonia \| \| 16 \| Croația \| | Echipa ideală a turneului a fost anunțată pe 18 decembrie 2016. - Portar: Sandra Toft (DEN) - Extremă stânga: Camilla Herrem (NOR) - Inter stânga: Cristina Neagu (ROU) - Centru: Cornelia Groot (NED) - Pivot: Yvette Broch (NED) - Inter dreapta: Nora Mørk (NOR) - Extremă dreapta: Carmen Martín (ESP) - Cea mai bună jucătoare (MVP): Cornelia Groot (NED) - Cea mai bună apărătoare: Beatrice Edwige (FRA) |
| Loc | Echipă |
| | Norvegia |
| | Țările de Jos |
| | Franța |
| 4 | Danemarca |
| 5 | România |
| 6 | Germania |
| 7 | Rusia |
| 8 | Suedia |
| 9 | Serbia |
| 10 | Cehia |
| 11 | Spania |
| 12 | Ungaria |
| 13 | Muntenegru |
| 14 | Slovenia |
| 15 | Polonia |
| 16 | Croația |

| Poz. | Nume                | Echipă        | Goluri | Șuturi | %  | MJ |
| ---- | ------------------- | ------------- | ------ | ------ | -- | -- |
| 1    | Nora Mørk           | Norvegia      | 53     | 95     | 56 | 8  |
| 2    | Stine Jørgensen     | Danemarca     | 47     | 81     | 58 | 8  |
| 3    | Cristina Neagu      | România       | 46     | 89     | 52 | 6  |
| 4    | Estavana Polman     | Țările de Jos | 39     | 68     | 57 | 8  |
| 5    | Cornelia Groot      | Țările de Jos | 35     | 53     | 66 | 8  |
| 5    | Svenja Huber        | Germania      | 35     | 58     | 60 | 7  |
| 5    | Estelle Nze Minko   | Franța        | 35     | 59     | 59 | 8  |
| 8    | Isabelle Gulldén    | Suedia        | 31     | 58     | 53 | 6  |
| 8    | Alexandra Lacrabère | Franța        | 31     | 59     | 53 | 8  |
| 10   | Michaela Hrbková    | Cehia         | 30     | 56     | 54 | 6  |

| Poz. | Nume                | Echipă        | %  | Parade | Șuturi | MJ |
| ---- | ------------------- | ------------- | -- | ------ | ------ | -- |
| 1    | Viktoria Kalinina   | Rusia         | 41 | 39     | 96     | 6  |
| 1    | Silje Solberg       | Norvegia      | 41 | 68     | 164    | 8  |
| 3    | Amandine Leynaud    | Franța        | 40 | 41     | 102    | 8  |
| 4    | Laura Glauser       | Franța        | 39 | 66     | 169    | 8  |
| 4    | Silvia Navarro      | Spania        | 39 | 64     | 164    | 6  |
| 6    | Denisa Dedu         | România       | 38 | 56     | 146    | 7  |
| 7    | Kari Aalvik Grimsbø | Norvegia      | 35 | 39     | 113    | 8  |
| 7    | Sandra Toft         | Danemarca     | 35 | 85     | 244    | 8  |
| 7    | Clara Woltering     | Germania      | 35 | 76     | 217    | 7  |
| 10   | Johanna Bundsen     | Suedia        | 34 | 47     | 138    | 6  |
| 10   | Tess Wester         | Țările de Jos | 34 | 95     | 281    | 8  |